# Platyhypnidium aquaticum
Platyhypnidium aquaticum är en bladmossart som beskrevs av Fleischer 1923. Platyhypnidium aquaticum ingår i släktet Platyhypnidium och familjen Brachytheciaceae. Inga underarter finns listade i Catalogue of Life.